# Ignacy Bobrowski (wojskowy)
Artykuł ten został zgłoszony do umieszczenia na stronie głównej w rubryce „Czy wiesz”.
Pomóż nam go sprawdzić: oceń zgłoszoną nominację.
Ignacy Bobrowski (ur. 12 lutego 1890 w Hurnowiczach, zm. 1 listopada 1965 w Londynie) – podpułkownik piechoty Wojska Polskiego, działacz niepodległościowy, kawaler Orderu Virtuti Militari.

## Życiorys
Urodził się 12 lutego 1890 w majątku Hurnowicze, w ówczesnym powiecie wileńskim guberni wileńskiej, w rodzinie „dziedzicznej szlachty” jako syn Wacława i Wiktorii z Romanowskich. W 1909 ukończył szkołę realną w Mińsku. Był katolikiem. Jako uczeń brał udział w pracach konspiracyjnego koła samokształceniowego i Bratniej Pomocy oraz „Sokole”. W 1910 rozpoczął studia w Konstantynowskim Instytucie Geodezji w Moskwie, a później przeniósł się do Moskiewskiego Instytutu Handlowego. W trakcie studiów kontynuował działalność w „Sokole” jako zastępca harcmistrza. W 1914 wstąpił do Polskiej Organizacji Wojskowej w Moskwie i pełnił funkcję zastępcy Rudolfa Dreszera. W 1915 został mianowany przez Aleksandra Sulkiewicza komendantem moskiewskiego Okręgu POW.
1 czerwca 1916 został wcielony do armii rosyjskiej i skierowany do 3 Tyfliskiej Szkoły Chorążych. 1 listopada 1916, po ukończeniu szkoły, został mianowany chorążym i pozostawiony w szkole, w charakterze instruktora. W 1918 jako wiceprezes Polskiej Centrali Wojskowej na Kaukazie brał udział w organizacji Polskiej Oddzielnej Brygady, a jako delegat polskich formacji wojskowych był członkiem rządu Zakaukaskiej Demokratycznej Republiki Federacyjnej, a następnie Demokratycznej Republiki Gruzji. W Brygadzie Kaukaskiej pełnił funkcję dowódcy 1 kompanii i kursu oficerskiego. Po likwidacji Brygady Kaukaskiej (26 lipca 1918) przybył z częścią oddziału statkiem do Odessy, gdzie z rozkazu Niemców został rozbrojony przez Ukraińców i wysłany do Kijowa. Z Kijowa, z rozkazu Leopolda Lisa-Kuli, udał się do Mińska, gdzie działał w Polskiej Organizacji Wojskowej.
1 marca 1919 został przyjęty do Wojska Polskiego z byłych 1, 2 i 3 Korpusów Polskich i armii rosyjskiej, z zatwierdzeniem posiadanego stopnia podporucznika ze starszeństwem od dnia 23 lipca 1916, zaliczony do I Rezerwy armii, powołany do czynnej służby na czas wojny, aż do demobilizacji i przydzielony z dniem 12 lutego 1919 do Rezerwy Oficerów WP. 7 czerwca 1919 został przeniesiony do Oddziału II Naczelnego Dowództwa WP i przydzielony do Ekspozytury Oddziału II w Wilnie. Wiosną 1920 został przydzielony do sztabu Grupy płk. Małachowskiego, a następnie wrócił do Wilna, gdzie wziął udział w organizacji samoobrony. Latem tego roku razem z wileńskim batalionem ochotniczym został wcielony do 201 pułku piechoty i wyznaczony na stanowisko dowódcy I batalionu. 19 sierpnia 1920 został zatwierdzony z dniem 1 kwietnia 1920 w stopniu kapitana, w piechocie, w grupie oficerów byłych Korpusów Wschodnich i byłej armii rosyjskiej. Wyróżnił się 22 i 23 września 1920 w bitwie o Grodno. 1 czerwca 1921 były dowódca Dywizji Ochotniczej, podpułkownik Adam Koc sporządził „wniosek na odznaczenie orderem«Virtuti Militari»”, w którym napisał:

W czasie walk o Grodno kpt. Bobrowski swym bohaterskim i umiejętnym prowadzeniem baonu przyczynia się wybitnie do powodzenia akcji. 22.IX. w niesłychanie brawurowym ataku, prowadzonym osobiście, rozbija zgrupowanego i umocnionego na przedpolu I i II fortu Grodzieńskiego nieprzyjaciela biorąc licznych jeńców i karabiny maszynowe. W świetnie prowadzonym pościgu dociera aż do linii rzeki Niemna. Błyskawiczna akcja kpt. Bobrowskiego odciąża własne prawe skrzydło związane w ciężkich walkach z przeważającymi siłami nieprzyjaciela, któren usiłował odzrucić lewe skrzydło Dywizji Górskiej. 23.IX. kpt. Bobrowski po bohatersku prowadzi atak 2ej kompanii na silnie umocniony i odrutowany fort Nr I – dając przykład olbrzymiej odwagi i żołnierskiego poświęcenia.

W czerwcu 1921 pełnił służbę w Dowództwie Wojska Litwy Środkowej. 3 maja 1922 został zweryfikowany w stopniu kapitana ze starszeństwem od 1 czerwca 1919 i 129. lokatą w korpusie oficerów piechoty. W tym czasie jego oddziałem macierzystym był 85 pułk piechoty. W ramach osadnictwa wojskowego otrzymał działkę o powierzchni 5 ha pod Wilnem. W kwietniu 1923 został przeniesiony z 76 pułku piechoty w Grodnie do 13 pułku piechoty w Pułtusku na stanowisko dowódcy III batalionu. 31 marca 1924 prezydent RP nadał mu stopień majora ze starszeństwem z dnia 1 lipca 1923 i 53. lokatą w korpusie oficerów piechoty. Po awansie został zatwierdzony na stanowisku dowódcy III baonu. W marcu 1926 został zatwierdzony na stanowisku oficera Przysposobienia Wojskowego w 13 pp. W maju 1926 wziął udział w zamachu stanu po stronie marszałka Józefa Piłsudskiego. W trakcie walk w Warszawie został ranny. W listopadzie 1927 został przeniesiony do kadry oficerów piechoty z równoczesnym przydziałem do 8 Dywizji Piechoty w Modlinie na stanowisko oficera Przysposobienia Wojskowego. Z dniem 30 czerwca 1929 został przydzielony do dyspozycji szefa Samodzielnego Wydziału Wojskowego Ministerstwa Spraw Wewnętrznych na przeciąg trzech miesięcy. W grudniu 1929 został przeniesiony z 8 DP do 7 Okręgowego Urzędu Wychowania Fizycznego i Przysposobienia Wojskowego w Poznaniu na stanowisko kierownika. 2 grudnia 1930 prezydent RP nadał mu stopień podpułkownika ze starszeństwem z dniem 1 stycznia 1931 i 3. lokatą w korpusie oficerów piechoty. W sierpniu 1931 został przeniesiony do 73 pułku piechoty w Katowicach na stanowisko zastępcy dowódcy pułku. W marcu 1935 został wyznaczony na stanowisko pełniącego obowiązki dowódcy 73 pp. 8 listopada 1935 inspektor armii, gen. dyw. Leon Berbecki wystawił mu następującą opinię za okres służby w 73 pp: „Wyrobiony i opanowany. Wypadek samochodowy wpłynął ujemnie. Powinien na parę lat odejść na spokojniejsze stanowisko. Koncepcja jasna i logiczna. Zdrowie nadwyrężone wypadkiem samochodowym. Po ostatecznym wyzdrowieniu może się wyrobić na dcę pułku”. W sierpniu 1935 został przeniesiony do Dowództwa Okręgu Korpusu Nr III w Grodnie na stanowisko kierownika Okręgowego Urzędu WFiPW. W 1939 pełnił służbę w Państwowym Urzędzie Wychowania Fizycznego i Przysposobienia Wojskowego w Warszawie na stanowisku głównego inspektora.
Po kampanii wrześniowej 1939 został uwięziony przez sowietów. Jesienią 1941, po uwolnieniu, został przyjęty do Polskich Sił Zbrojnych w ZSRR. Od stycznia do maja 1942 był dowódcą 27 pułku piechoty. Następnie (do 10 marca 1945) pełnił służbę w Armii Polskiej na Wschodzie na stanowisku dowódcy Szkół Junackich. Powierzone mu dowództwo miało swoją siedzibę w Beshit, a następnie w Qastina i Barbara na terytorium ówczesnego Brytyjskiego Mandatu Palestyny. Podlegały mu wszystkie szkoły i gimnazja junackie oraz Szkoła Młodszych Ochotniczek. Później pełnił funkcję komendanta polskiego ośrodka Barletta-Trani we Włoszech.
Po zakończeniu wojny i demobilizacji pozostał w Wielkiej Brytanii na emigracji. Awansował na pułkownika w korpusie oficerów piechoty. Zmarł 1 listopada 1965 w Londynie i został pochowany na cmentarzu Gunnersbury.
Był żonaty z Zofią Julią z Bohdanowiczów (ur. 1897), z którą miał czworo dzieci: Halinę (ur. 1915), Zbigniewa (1921–1943), żołnierza Armii Krajowej, Andrzeja Krzysztofa, ps. Marek (1925–2002), plutonowego podchorążego Armii Krajowej, ożenionego z Marią Pełczyńską, i Agatę Wandę, ps. Agusia (1927–1944), sanitariuszkę. Andrzej Krzysztof i Agata Wanda Bobrowscy służyli w Oddziale Osłonowym Wojskowych Zakładów Wydawniczych i walczyli w powstaniu warszawskim.

## Ordery i odznaczenia
- Krzyż Srebrny Orderu Wojskowego Virtuti Militari nr 5168 – 28 lutego 1922[3][40]
- Krzyż Niepodległości – 6 czerwca 1931 „za pracę w dziele odzyskania niepodległości”[41][42]
- Krzyż Kawalerski Orderu Odrodzenia Polski – 10 listopada 1938 „za zasługi w służbie wojskowej”[43][44]
- Krzyż Walecznych trzykrotnie[45][46]
- Złoty Krzyż Zasługi – 10 listopada 1928 „w uznaniu zasług położonych na polu pracy w poszczególnych działach wojskowości”[47][48]
- Krzyż Zasługi Wojsk Litwy Środkowej – 3 marca 1926[49][45]
- Medal Pamiątkowy za Wojnę 1918–1921[3]
- Medal Dziesięciolecia Odzyskanej Niepodległości[3]